# Pema Khandu

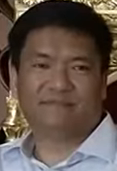
Pema Khandu, 2017

Pema Khandu (* 21. August 1979 in Gyangkar, Distrikt Tawang, Arunachal Pradesh, Indien) ist ein indischer Politiker. Seit dem 17. Juli 2016 ist er Chief Minister von Arunachal Pradesh.

## Biografie
Pema Khandu wurde als ältester Sohn von Dorjee Khandu in einem kleinen Dorf im äußersten Westen des heutigen Arunachal Pradesh, nahe der Grenze zu Bhutan geboren. Die Familie gehört der tibeto-birmanischen Ethnie der Monpa an und gehört zur buddhistischen Religionsgemeinschaft. Sein Vater war langjährig in der lokalen Organisation der Kongresspartei in Arunachal Pradeshs aktiv und war von 2007 bis 2011 Chief Minister des Bundesstaats. Er kam am 30. April 2011 bei einem Hubschrauberabsturz ums Leben. Der Sohn absolvierte zunächst ein Studium am Hindu College der University of Delhi und schloss sich im Jahr 2000 ebenfalls der Kongresspartei an, wo er einen raschen Aufstieg nahm und 2005 Sekretär des Arunachal Pradesh Congress Committee, und 2010 Präsident des Tawang District Congress Committee wurde. In der Regierung von Chief Minister Nabam Tuki, wurde er ab dem 20. Mai 2011 Minister für Landbau und Tourismus und später Minister für Tourismus Zivilluftfahrt, Kunst und Kultur. In der zweiten Regierung unter Nabam Tuki nach der Parlamentswahl in Arunachal Pradesh bekleidete Khandu das Amt des Ministers für Stadtentwicklung. Im Dezember 2015 kam es zu einer parteiinternen Revolte in der Kongresspartei gegen Chief Minister Tuki, die letztlich dazu führte, dass der Bundesstaat kurzzeitig unter president’s rule gestellt und danach der Anführer der Rebellenfraktion Kalikho Pul Nachfolger im Amt des Chief Ministers wurde. Pema Khandu gehörte mit zu den „Parteirebellen“. Die Geschehnisse wurden aber durch das Oberste Gericht Indiens für illegal erklärt. Tuki wurde für einige Tage erneut Chief Minister. Da er keine Mehrheit im Parlament hinter sich bringen konnte, wählte die Kongresspartei-Fraktion (der sich die Dissidenten inzwischen wieder angeschlossen hatten) als Kompromisskandidaten Pema Khandu zu ihrem Kandidaten für das Amt des Chief Ministers. Bei seiner Vereidigung am 17. Juli 2016 war er mit 37 Jahren der jüngste unter den 29 Chief Ministern in Indien.
Pema Khandu ist verheiratet und hat zwei Söhne und eine Tochter. Zu seinen Hobbys gehören Reisen und diverse Sportarten (Kricket, Football, Badminton, Volleyball).